# Kalvsjø Station
Kalvsjø Station (Kalvsjø holdeplass) er en tidligere jernbanestation på Roa-Hønefossbanen, oprindeligt en del af Bergensbanen, der ligger i Lunner kommune i Norge. Den består af et spor og en kort perron af træ.
Stationen åbnede som trinbræt i 1932. Betjeningen af den ophørte, da persontrafikken på banen blev indstillet 16. juni 2002. Stationen er dog ikke nedlagt officielt men fremgår stadig af Bane Nors Network Statement.